# 11. marec
11. marec je 70. dan leta (71. v prestopnih letih) v gregorijanskem koledarju. Ostaja še 295 dni.

## Dogodki
- 1669 – izbruh sicilskega vulkana Etna zahteva 15.000 žrtev
- 1812 – Friderik Viljem III. Pruski z ediktom zagotovi pruskim Judom enakopravnost
- 1851 – krstna uprizoritev Verdijeve opere Rigoletto v beneški operni hiši La Fenice
- 1872 – v Mariboru ustanovljena Deželna sadjarsko-vinarska šola
- 1916 – začetek pete soške bitke (konec 16. marca 1916) na planoti Doberdob
- 1941 – ZDA sprejmejo Lend-Lease Act
- 1985 – Mihail Gorbačov postane generalni sekretar KPSZ
- 1990 –
  - Litva kot prva republika izstopi iz Sovjetske zveze
  - Augusto Pinochet odstopi s položaja čilskega predsednika
- 2004 – v terorističnem napadu v Madridu umre 191 ljudi, okoli 2.000 jih je ranjenih
- 2011 – Japonsko prizadene potres z močjo 9,1 po momentni magnitudni lestvici, kateremu nato sledi še cunami z večdesetmetrskimi valovi, mrtvih in pogrešanih je več kot 20.000 ljudi
- 2020 – Generalni direktor Svetovne zdravstvene organizacije (WHO) Tedros Adhanom Ghebreyesus je sporočil, da je izbruh koronavirusa dosegel razsežnosti pandemije

## Rojstva
- 1162 – Teodorik I., meissenški mejni grof († 1221)
- 1544 – Torquato Tasso, italijanski pesnik († 1595)
- 1615 – Johann Weikhard Auersperg, avstrijski diplomat, državnik († 1677)
- 1748 – grof Christian Ditlev Frederik Reventlow, danski državnik, reformator († 1827)
- 1811 – Urbain-Jean Joseph Le Verrier, francoski astronom, matematik († 1877)
- 1818 –
  - Marius Petipa, francosko-ruski plesalec, koreograf († 1910)
  - Henri Sainte-Claire Deville, francoski kemik († 1881)
- 1822 – Joseph Louis François Bertrand, francoski matematik († 1900)
- 1836 – Charles Locke Eastlake, angleški muzeolog († 1906)
- 1866 – Alojzij Repič, slovenski rezbar, kipar († 1941)
- 1883 – Boris Zarnik, slovensko-hrvaški biolog († 1945)
- 1886 – Edward Śmigły-Rydz, poljski politik, državnik in maršal Poljske († 1941)
- 1891 – Michael Polanyi, madžarsko-britanski kemik in filozof († 1976)
- 1921 – Astor Piazzolla, argentinski glasbenik, skladatelj († 1992)
- 1925 – Peter Roger Hunt, angleški filmski režiser († 2002)
- 1931 – Keith Rupert Murdoch, avstralsko-ameriški medijski mogotec
- 1938 – Christian Wolff, nemški filmski in televizijski igralec
- 1948 – Tomaž Domicelj, slovenski glasbenik
- 1952 – Douglas Adams, britanski pisatelj († 2001)
- 1958 – Eddie Lawson, ameriški motociklistični dirkač

## Smrti
- 638 – Sofronij, menih, teolog, jeruzalemski patriarh (* ok. 560)
- 1029 – Urlik Ebersberški, mejni grof Kranjske (* 960)
- 1198 – Marija Francoska, princesa, grofica Šampanje (* 1145)
- 1353 – Teognost Kijevski, metropolit Kijeva in Rusov
- 1575 – Matija Vlačić Ilirik - Matthias Flacius Illyricus, hrvaški reformator (* 1520)
- 1722 – John Toland, irsko-britanski filozof (* 1670)
- 1875 – Johann Nepomuk Hofzinser, avstrijski iluzionist (* 1806)
- 1921 – Ivan Oražen, slovenski zdravnik in dobrotnik, eden od soustanoviteljev Medicinske fakultete v Ljubljani (* 1869)
- 1931 – Friedrich Wilhelm Murnau, nemški filmski režiser (* 1889)
- 1950 – Heinrich Mann, nemški pisatelj (* 1871)
- 1951 – Janoš Županek, slovenski pisatelj na Madžarskem (* 1861)
- 1955 – sir Alexander Fleming, škotski bakteriolog, nobelovec 1945 (* 1881)
- 1962 – Vladimir Lamut, slovenski slikar, grafik (* 1915)
- 1969 – John Wyndham Parkes Lucas Beynon Harris, angleški pisatelj (* 1903)
- 1970 – Erle Stanley Gardner, ameriški pisatelj (* 1889)
- 1971 – Charlie Dunbar Broad, ameriški filozof (* 1887)
- 1978 – Duro Ladipo, nigerijski dramatik (* 1931)
- 1992 – Anton Ingolič, slovenski pisatelj (* 1907)
- 2006 – Slobodan Milošević, srbski predsednik (* 1941)
- 2011 – Jožko Šavli, slovenski zgodovinar, venetolog, publicist (* 1943)
- 2018 – Siegfried Rauch, nemški igralec (* 1932)
- 2019 – Ivan Malavašič, slovenski besedilopisec, pisatelj in slikar (* 1927)
- 2021 – Petar Fajfrić, srbski rokometaš (* 1942)